# Миљоказ
Миљокази (лат. milliarum, lapis) су масивни цилиндрични стубови, постављани покрај путева широм Римског царства. Захваљујући подацима уклесани на миљоказима они су веома значајни пре свега за изучавање римске историје, а пре свега за упознавање римске путне мреже јер су означавали одређене трасе многих римских путева који су девастацијама у потоњим епохама готово нестали. Иако већина љиди сматра Колосеум и друге сличне монументалне грађевине, данас рушевине, најзначајнимим римски споменицима римске архитектуре, нису у праву јер се као најзначајнији грађевински подухвати сматрају путеви са њиховим миљоказима, који су се најдуже одржали и који су значајно утицали на историју Европе. Римске путевима нису путовали само војска и трговци, већ су путевима путовале многобројне идеје, научна открића, филозофска и верска учења, уметнички правци.
И на простору данашње Србије, која је у римско доба била у саставу Дарданије откривен је већи број миљоказа који сведоче о разгранатој путној мрежи на овоме подручју, Балкана.

## Опште информације
Један од важнијих доказа постојања римског пута на одређеној локацији јесу миљокази. Они се убрајају у веома значајне античке споменике и најверодостојнији су траг постојања трасе римске комуникације, нарочито уколико се налазе in situ. Постављани су по завршетку радова на комуникацији, а натпис на њима поближе указује на датум таквог догађајa.
Током времена, како путеви прерастају у комуникације од великог економског значаја захваљујући јачању рударских центара и њиховој све већој експлоатацији, као и настанку и развоју многих насеља, настале су додатне интервенције, односно поправке на појединим трасама пута, у II и III веку. О томе сведоче бројни натписи на миљоказима (нпр. они из времена Антонина Пија (138–161. године), династије Севера (193–235. године), Гаја Месија Трајана Деција (249–251. године) и Емилијана (253. (?) године)).

## Изглед
Римски миљокази најчешће су прављени од гранита или мермера, до висине од 2,4 m и пречник до 50 cm, како би били лако уочљиви од стране путника. Поред поменутих миљоказа који су били у стандардној величини, постојали су и тзв. колос миљокази, висине 3,3 m и пречника 87 cm, на Вија Емилији (лат. Via Emilia), или висине 2,4 m и пречника од 1 m, на Вија Саларији (лат. Via Salaria). Били су познати су и мали миљокази, висине 1,25 m и пречника од 30 cm, на Вија Фламинији (лат. Via Flaminia). Израђивани су од фино брушеног камена или од пешчара.
Сви важнији комуникациони правци и други римски путеви били су обележени миљоказима. Они су били важан извор информације о удаљености од места до места које су могле да се прочитају на миљоказима. Миљокази су се налазили на сваких 1.480 метара, што је била дужина 1 римске миље. Миљокази су се налазили и на местима одморишта, где су путници могли заменити коње, купити храну и пиће, а понекад и преноћити. Нека од тих места касније су се развила у мале градове.
На миљоказима се налазио уклесан или изливен велики број важних података. Најчешће су то била обавештења о раздаљини између два места на, путу, удаљености од главног града провинције или од самог Рима. Из натписа на миљоказима путници су могли да се сазнају и детаље о владару, нпр. у време Републике, о конзулу или о неком другом званичнику задуженом за изградњу или поправку путева, а у царској епохи име цара и његове титуле.

## Историја
Прве поуздане податке о миљоказима на подручју Европе налазимо у делима Плутарха. Он наводи да је у римској држави, на иницијативу Гаја Граха (154—121), око 123. п. н. е., уведен миљоказ као обавезни грађевински елемент свих јавних путева, или путева за општу употребу, који су прво били коришћени у војне а потом све више и у цивилне сврхе.
У време владавине Августа (64—14), негде око 20. п. н. е., на римском Форуму (испред Сатурновог храма), постављен је тзв. нулти, или Златни миљоказ (лат. Milliarium Aureum). Он је био изливен у бронзи, а на врху је имао позлаћену куглу. Од нултог миљоказа (који није сачуван) полазили су и ту су се завршавали сви путеви Римског царства и ту су се завршавали.
Израду, исписивање и превоз миљоказа финансирана је из Царске касе. Обично су постављани на раздаљини од једне римске миље (1.000 двоструких корака, millia passum), која у метричком систему износи приближно 1.480 m.
Миљокази су често садржали и информације о изградњи деонице и техничке карактеристике деонице (да ли је пут био поплочан или је коловоз направљен од шљунка), а поједини цареви користили су их у функцији царске пропаганде.
Како би што већи број важних саопштења стајао на миљоказима, Римљани су развили посебан систем скраћеница, ознака, како би на релативно ограниченом простору миљоказа били исписани сви значајни подаци. Постоје, међутим, и изузеци од овог правила, као што је миљоказ из времена Каракале (216. година н.е.), на коме је сачувано 76 речи исписаних на натписном пољу.